# 仁井田駅 (高知県)
仁井田駅（にいだえき）は、高知県高岡郡四万十町仁井田にある、四国旅客鉄道（JR四国）土讃線の駅である。駅番号はK25。
烏山線の仁井田（にいた）駅と区別するため、切符には「（土）仁井田」と印字される。

## 歴史
- 1951年（昭和26年）11月12日：日本国有鉄道の駅として開設[1]。これに伴い、窪川本線（自動車線）の駅は「土佐仁井田」から「仁井田」に改称[2]。
- 1969年（昭和44年）10月1日：配達取扱廃止[3]。
- 1970年（昭和45年）10月1日：無人駅化[4]（簡易委託駅化[5]）。同時に手荷物及び小口扱貨物取扱を廃止し小荷物取扱を到着小荷物（特別扱新聞紙に限る。）に限定[3][6]。
- 1987年（昭和62年）4月1日：国鉄分割民営化により、JR四国の駅となる[3]。

## 駅構造
単式ホーム1面1線を有する地上駅。かつては島式ホームであったため、その名残が残っている。

駅舎はコンクリート肌剥き出しのもの。簡易委託駅で、駅舎内の売店で切符の販売を行っていたが、長期閉鎖のために実質的には無人駅となっている。山間部に位置しており冬は冷え込むためか、JR四国の無人駅では珍しく、ガラス戸で締め切ることが出来る。

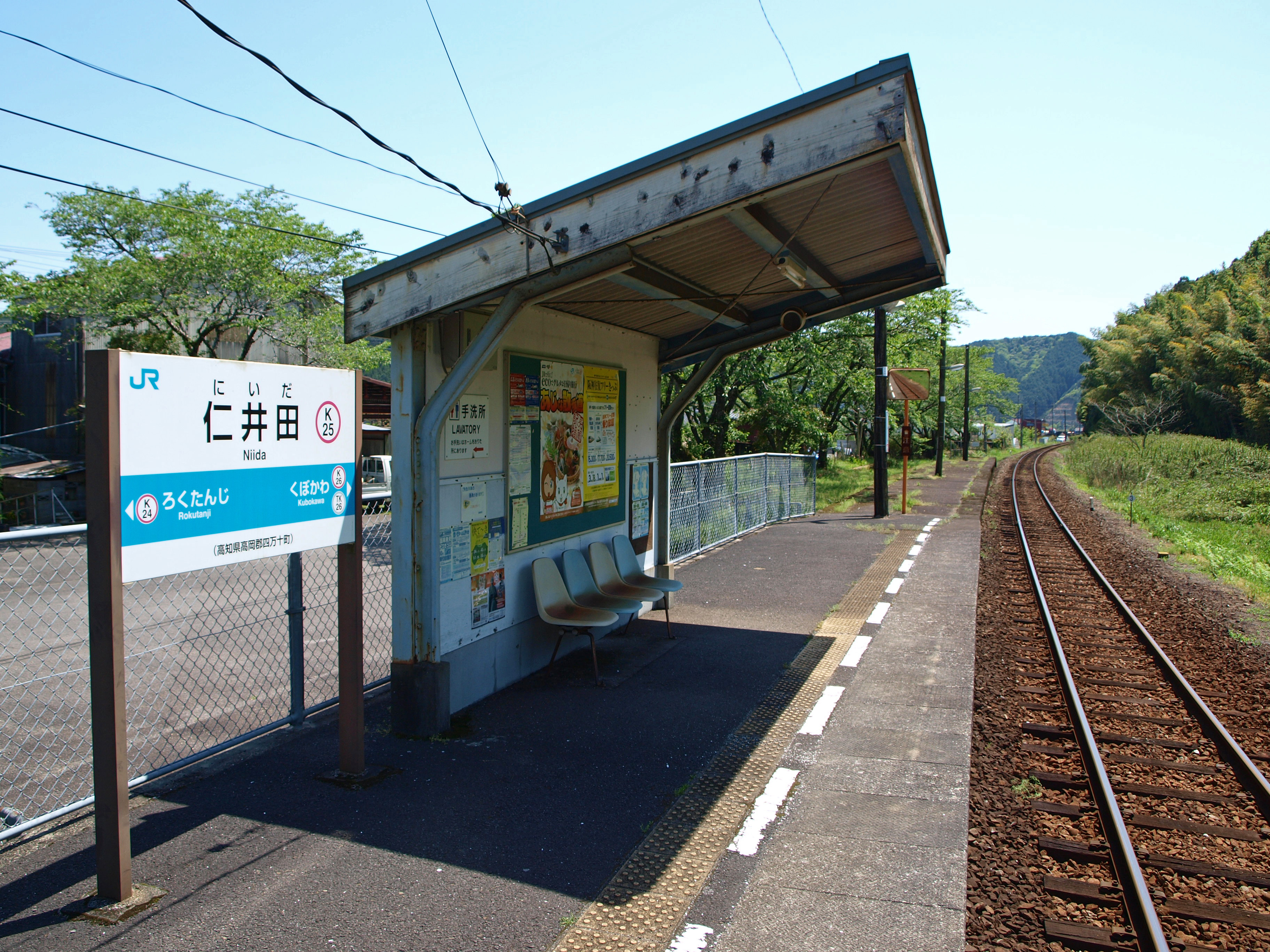
ホーム（2010年5月）

## 利用状況
1日の平均乗降人員は以下の通り。
| 乗降人員推移 | 乗降人員推移 |
| 年度         | 1日平均人数  |
| ------------ | ------------ |
| 2011年       | 30           |
| 2012年       | 36           |
| 2013年       | 42           |
| 2014年       | 36           |
| 2015年       | 34           |
| 2016年       | 26           |
| 2017年       | 28           |
| 2018年       | 26           |

## 駅周辺
- 四万十町立仁井田小学校
- 仁井田郵便局
- 国道56号

## バス路線
国道56号線沿いにある「仁井田」停留所にて、以下の路線が発着する。
- 四万十交通
  - 窪川駅
  - 床鍋 ※休日運休
  - 飯ノ川 ※休日運休
  - 土佐興津 ※休日運休
- 四万十町コミュニティバス
  - 窪川駅 ※火木曜運転
  - 奥呉地線：奥呉地 ※火曜運転
  - 床鍋線：床鍋 ※木曜運転

## 隣の駅
四国旅客鉄道（JR四国）
■土讃線
■普通
六反地駅 (K24) - 仁井田駅 (K25) - 窪川駅 (K26)

### 「にいだ」と読む他の駅
- 二井田駅 - 阿武隈急行線の駅
- 新飯田駅 - かつて新潟交通電車線にあった駅（1993年廃止）
- 新多駅 - かつて国鉄筑豊本線にあった貨物駅（1969年廃止）